# Улица Аршинова
Улица Аршинова — улица на юге Москвы в районе Царицыно Южного административного округа от Бакинской улицы.

## Происхождение названия
Улица получила название в ноябре 2020 года в честь советского учёного-минералога и изобретателя Владимира Аршинова (1879—1955)..

## Описание
Улица начинается от южной оконечности Бакинской улицы вблизи Царицынского путепровода напротив Каспийской улицы, проходит на юго-запад в сторону реки Котляковка. К северу от улицы расположен Аршиновский парк, также названный в честь Владимира Аршинова и его отца — русского купца и мецената Василия Фёдоровича Аршинова (1854—1942).
До 1980-х годов неподалёку уже существовала Аршиновская улица (до 1965 года Парковая ул. — от Макеевской ул.), получившая название по Аршиновскому парку.